# Ecnomus wagengugurra
Ecnomus wagengugurra är en nattsländeart som beskrevs av Cartwright 1990. Ecnomus wagengugurra ingår i släktet Ecnomus och familjen trattnattsländor. Inga underarter finns listade i Catalogue of Life.